# Ватерполо на Летњим олимпијским играма 2000.
Двадесеттрећи олимпијски ватерполо турнир одржан на Летњим олимпијским играма 2000. остао је забележен по томе што је најтрофејнија Ватерполо репрезентација Мађарске после пет олипијских игара поново освојила златну медаљу. На овим играма одигран је и први ватерполо турнир у конкуренцији жена, где је најбоља од шест земаља учесница била репрезентација домаћина Аустралије.
Ватерполо се играо у базену Олимпијског воденог центра у Сиднеју. Женски турнир се играо од 16 до 23. септембра, кад је почео мушки турнир који је завршио 1. октобра.

## Систем такмичења
На женском турниру учествовало је 6 репрезентација. Све су играле у једној групи по једноструком лига систему. За победу су се добијала два бода, за нерешено један бод, а за пораз нула бодова. Према пласману у у групи играле су по куп систему за коначни пласман. Последње две екипе (5. и 6.) играле су за пето место. Четири првопласиране екипе наставиле су такмичење по куп систему до кончног победника. Парови у полуфиналу су биле према пласну на табели 1:4, 2:3. Поражени су играли за треће место, а победници за прво место односно златну медаљу.
На мушком турниру учествовало је 12 репрезентација, које су биле подељене у две групе по шест. У групама се као и код жена играло ло једноструком лига систему. Последње две екипе из сваке групе играле су за пласман од 9 до 12 места. Прве четири екипе из група ушле су у четвртфинале где се играло по куп систему. Парови су били А1:Б4, А2:Б3, А3:Б2, А4:Б1. Победници су ишли у полуфинале, где су игрли међусобно победници прва два пара и победници друга два. Победници су играли за златну медаљу, а поражени за бронзану, односно треће место.

## Освајачи медаља и коначан пласман
| Дисциплина        | Злато | Сребро | Бронза | 4   | 5   | 6   | 7   | 8   | 9   | 10  | 11  | 12  |
| ----------------- | ----- | ------ | ------ | --- | --- | --- | --- | --- | --- | --- | --- | --- |
| Мушкарци - детаљи | МАЂ   | РУС    | ЈУГ    | ШПА | ИТА | САД | ХРВ | АУС | КАЗ | ГРЧ | ХОЛ | СВК |
| Жене - детаљи     | АУС   | САД    | РУС    | ХОЛ | КАН | КАЗ |     |     |     |     |     |     |

### Састави победничких екипа

#### Мушкарци
| Злато | Сребро | Бронза |
| Мађарска | Русија | Југославија |
| --- | --- | --- |
| Атила Вари Золтан Сечи Булчу Секељ Жолт Варга Тамаш Марц Тамаш Молнар Барнабаш Штајнмец Тамаш Кашаш Гергељ Киш Золтан Кос Тибор Бенедек Петер Бирош Рајмунд Фодор Селектор: Денеш Кемењ | Ирек Зинуров Дмитриј Стратан Реваз Чомахидзе Марат Закиров Николај Козлов Николај Максимов Андреј Рекечински Сергеј Гарбузов Дмитриј Горшков Јуриј Јацев Роман Балашов Дмитриј Дугин Александар Јерихов Селектор: Александар Кабанов | Предраг Зимоњић Југослав Васовић Владимир Вујасиновић Ненад Вуканић Александар Шоштар Петар Трбојевић Вељко Ускоковић Никола Куљача Александар Шапић Дејан Савић Александар Ћирић Данило Икодиновић Виктор Јеленић Селектор: Ненад Манојловић |

#### Жене
| Злато | Сребро | Бронза |
| Аустралија | Сједињене Државе | Русија |
| --- | --- | --- |
| Тајрин Вудс Деви Вотсон Лиз Викс Данијел Вудхаус Бронвин Мајер Гејл Милер Мелиса Милс Симон Ханкин Ивет Хигинс Кејт Купер Наоми Кесл Џоан Фокс Бриџит Гастерсон Селектор: Иштван Гергењи | Бренда Вила Кети Шихај Корали Сајмонс Џули Свеј Кортни Џонсон Морин О'Тул Никол Пејн Хедер Петри Ерика Лоренц Хедер Муди Бернис Орвиг Робин Борегар Елен Естес Селектор: – | Јекатерина Васиљева Јелена Смурова Јелена Токун Ирина Толкунова Јулија Петрова Татјана Петрова Галина Ритова Марија Корољева Наталија Кутузова Светлана Кусина Марина Акобја Јекатерина Аникијева Софија Конух Селектор: Сергеј Фролов |